# Chaetonotus chicous
Chaetonotus chicous is een buikharige uit de familie Chaetonotidae. De wetenschappelijke naam van de soort werd in 1974 voor het eerst geldig gepubliceerd door Hummon. De soort wordt in het ondergeslacht Marinochaetus geplaatst.